# Nygårdstjärnen, Norrbotten
Nygårdstjärnen är en sjö i Bodens kommun i Norrbotten och ingår i Luleälvens huvudavrinningsområde. Sjön har en area på 0,0664 kvadratkilometer och ligger 194,3 meter över havet. Sjön avvattnas av vattendraget Kallkällbäcken.

## Delavrinningsområde
Nygårdstjärnen ingår i det delavrinningsområde (733079-173887) som SMHI kallar för Mynnar i Luleälvens vattendragsyta. Medelhöjden är 179 meter över havet och ytan är 7,03 kvadratkilometer. Det finns inga avrinningsområden uppströms utan avrinningsområdet är högsta punkten. Kallkällbäcken som avvattnar avrinningsområdet har biflödesordning 2, vilket innebär att vattnet flödar genom totalt 2 vattendrag innan det når havet efter 78 kilometer. Avrinningsområdet består mestadels av skog (72 procent). Avrinningsområdet har 0,07 kvadratkilometer vattenytor vilket ger det en sjöprocent på 1 procent.